# Pål Golberg
Pål Golberg (Drammen, 16 de julio de 1990) es un deportista noruego que compite en esquí de fondo.
Participó en tres Juegos Olímpicos de Invierno, entre los años 2014 y 2022, obteniendo una medalla de plata en Pekín 2022, en la prueba de relevo (junto con Emil Iversen, Hans Christer Holund y Johannes Klæbo), y el cuarto lugar en Pyeongchang 2018, en la prueba de velocidad individual.
Ganó cinco medallas en el Campeonato Mundial de Esquí Nórdico, en los años 2021 y 2023.

## Palmarés internacional
| Juegos Olímpicos   | Juegos Olímpicos      | Juegos Olímpicos | Juegos Olímpicos     |
| Año                | Lugar                 | Medalla          | Prueba               |
| ------------------ | --------------------- | ---------------- | -------------------- |
| 2022               | Pekín (China)         | Medalla de plata | Relevo 4 × 10 km     |
| Campeonato Mundial |                       |                  |                      |
| Año                | Lugar                 | Medalla          | Prueba               |
| 2021               | Oberstdorf (Alemania) | Medalla de oro   | Relevo 4 × 10 km     |
| 2023               | Planica (Eslovenia)   | Medalla de oro   | Velocidad por equipo |
| 2023               | Planica (Eslovenia)   | Medalla de oro   | 50 km                |
| 2023               | Planica (Eslovenia)   | Medalla de oro   | Relevo 4 × 10 km     |
| 2023               | Planica (Eslovenia)   | Medalla de plata | Velocidad individual |